# Saint-Genis-sur-Menthon
Saint-Genis-sur-Menthon – miejscowość i gmina we Francji, w regionie Owernia-Rodan-Alpy, w departamencie Ain.

## Nazwa
Nazwa miejscowości pochodzi od imienia św. Genezjusza.

## Demografia
Według danych na styczeń 2012 roku gminę zamieszkiwało 458 osób, a gęstość zaludnienia wynosiła 39,7 osób/km².